# Großklein
Großklein é um município da Áustria, situado no distrito de Leibnitz, na estado da Estíria. Tem 27,72 km² de área e sua população em 2019 foi estimada em 2.251 habitantes.